# Lesław Bielak
Lesław Janusz Bielak (ur. 6 listopada 1952 w Legnicy) – polski matematyk.

## Życiorys
Absolwent Wydziału Matematyki Uniwersytetu Wrocławskiego (1976). Następnie studia doktoranckie w Zakładzie Matematyki PAN we Wrocławiu, zakończone doktoratem na Uniwersytecie Wrocławskim (1982). W latach 1980–1989 działalność w Związku Zawodowym „Solidarność”; aresztowany oraz internowany.

## Odznaczenia
- Krzyż Kawalerski Orderu Odrodzenia Polski (2014) za wybitne zasługi w działalności na rzecz przemian demokratycznych w Polsce[3].